# كلفن مورغان
كلفن مورغان (بالإنجليزية: Kelvin John Morgan)‏ هو لاعب كرة قدم بريطاني في مركز الهجوم، ولد في 14 نوفمبر 1997 في جبل طارق في المملكة المتحدة.

## وصلات خارجية
- كلفن مورغان على موقع الاتحاد الدولي (مؤرشف)  (الإنجليزية)
- كلفن مورغان على موقع الاتحاد الأوربي (الإنجليزية)
- كلفن مورغان على موقع قاعدة بيانات كرة القدم.إي يو (الإنجليزية)
- كلفن مورغان على موقع ناشيونال فوتبول تيمز (الإنجليزية)
- كلفن مورغان على موقع Soccerbase.com (لاعب) (الإنجليزية)
- كلفن مورغان على موقع Soccerway.com (الإنجليزية)
- كلفن مورغان على موقع عالم كرة القدم.نت (الإنجليزية)